# Mata de Plátano, Uruapan
Mata de Plátano är en ort i Mexiko.   Den ligger i kommunen Uruapan och delstaten Michoacán de Ocampo, i den södra delen av landet, 300 km väster om huvudstaden Mexico City. Mata de Plátano ligger 1 515 meter över havet och antalet invånare är 144.
Terrängen runt Mata de Plátano är huvudsakligen kuperad, men åt nordväst är den platt. Runt Mata de Plátano är det ganska tätbefolkat, med 75 invånare per kvadratkilometer. Närmaste större samhälle är Uruapan, 8,5 km nordväst om Mata de Plátano. I omgivningarna runt Mata de Plátano växer huvudsakligen savannskog.